# Sérum amyloïde A
La protéine sérum amyloïde A ou protéine sérique amyloïde A ou SAA regroupe une famille d'apolipoprotéines associées aux lipoprotéines de haute densité (HDL), synthétisée par le foie.
L'augmentation de sa concentration sanguine d'un facteur 100 à 1 000 est un signe d'une inflammation. On parle alors de sérum amyloïde A de phase aigüe.
La SAA est impliquée dans le transport de cholestérol du foie vers la bile, le recrutement de cellules immunitaires aux sites d'inflammation, et l'induction d'enzymes qui détruisent la matrice extracellulaire.
Une élévation chronique du SAA est corrélée avec des atteintes artérielles coronariennes ou périphériques. Son agrégation en dépôts amyloïdes est à l'origine d'une forme d'amylose, dite amylose AA.